# أوغست بيكار
أوغست بيكار (بالفرنسية: Auguste Piccard)‏، (28 يناير 1884 - 24 مارس 1962)، فيزيائي سويسري ومخترع ومستكشف معروف برحلات منطاد الهيدروجين التي حطمت الرقم القياسي والتي درس بها الغلاف الجوي العلوي للأرض. اشتهر بيكار أيضًا باختراعه لأول غواصة أعماق حيث قام بعدد من محاولات الغطس بشكل آلي (بدون غطاس) عام 1948 لاستكشاف أعماق المحيط.
شقيق بيكار التوأم جان فيليكس بيكار هو أيضًا شخصية بارزة في سجلات العلوم والاستكشاف، وكذلك عدد من أقاربه منهم جاك بيكار، وبرتراند بيكار، وجانيت بيكار [الإنجليزية] ،ودون بيكارد [الإنجليزية].

## سيرة
ارتفع في بالون حر حتى طبقة الستراتوسفير، في 27 مايو 1931 في آوغسبورغ مع مساعده المهندس بول كيفر، وأصبح بتجربته هذه مواطن فخري لمدينة بيال، بلغ ارتفاع 15781 متر، واعتمد رقما قياسيا عالميا.
انتقائي، قام تصميم المعدات اللازمة للغطس العميق، غواصة الأعماق. في عام 1960، وصلت واحدة منهن على عمق 10916 متر في المحيط الهادئ (رقمه القياسي العالمي الرابع، حصل عليه في سن 76 عاما).
| المشاركون في مؤتمر سولفاي الخامس للفيزياء سنة 1927 انقر على وجه كل عالم للمزيد |
| الصف الخلفي (من اليسار إلى اليمين): أوغوست بيكارد، إيميل هنريوت، بول إهرنفست، إدوارد هرتزن، تيوفيل دو دوندر، إروين شرودنغر، يولس-إيميل فيرشافت، فولفغانغ باولي، فيرنر هايزنبيرغ، رالف فاولر، ليون برويون. |
| الصف في الوسط (من اليسار إلى اليمين):بيتر ديباي، مارتن كنودسن، وليم لورنس براغ، هندريك أنتوني كرامرز، بول ديراك، آرثر كومبتون، لويس دي بروي، ماكس بورن، نيلز بور.                                         |
| الصف الأمامي (من اليسار إلى اليمين):إرفينغ لانغموير، ماكس بلانك، ماري كوري، هندريك أنتون لورنتس، ألبرت أينشتاين، بول لانجفان، تشارلز أوجين غاي، تشارلز ويلسون، أوين ريتشاردسون.                           |

## وصلات خارجية
- أوغست بيكار على موقع الموسوعة البريطانية (الإنجليزية)
- أوغست بيكار على موقع مونزينجر (الألمانية)
- أوغست بيكار على موقع إن إن دي بي (الإنجليزية)
- أوغست بيكار على موقع ديسكوغز (الإنجليزية)